# George Löwendal
George Baron Löwendal (* 10. Mai 1897 in Sankt Petersburg; † 18. Februar 1964 in Bukarest) war ein rumänischer Maler und Bühnenbildner russisch-dänischer Herkunft. In der Zwischenkriegszeit ließ er sich in der Bukowina nieder. Er erhielt den Spitznamen „Maler der Bukowina“ (rumänisch Pictorul Bucovinei).
George Löwendal wurde als Sohn des Artillerieoffiziers und späteren Generals der russischen Armee Baron Lorentius Løwendal (II.) und der russischen Offizierstochter Liubov (Aimée) Gavrischova geboren. Er absolvierte von 1914 bis 1917 in Sankt Petersburg, unter Anleitung von Govelij (Savelij) Shoel Moshkov Seidenberg, Aleksandr Makovsky und Aleksandr Petrovitsch Aleksandrov ein Kunststudium. Seine Familie kam während der Russischen Revolution um, er selbst gelangte nach Bessarabien, ein Landstrich der ab 1918 von Russland wieder an Rumänien abfiel, wodurch er seine neue Heimat fand. Von 1918 bis 1945 arbeitete er dann an mehreren Theatern in Rumänien als Bühnenmaler und Bühnenbildner und stellte dort ohne fremde Hilfe innovative Bauten für rund 200 Bühnenstücke aus dem rumänischen und ausländischen Repertoire her. Gleichzeitig arbeitete er als Zeichner und Maler. Als Bühnenbildner ließ er sich zeitweise vom Expressionismus inspirieren, wobei seine Porträtmalerei dem Realismus verschrieben blieb.
1921 heiratete er in Chișinău die kunstsinnige Jurastudentin Ariadna Ambrosijewa, die sein Schaffen nachhaltig beeinflusst hat. 1921–1926 zog er nach Bukarest um, wo er die rumänische Sprache erlernte und an mehreren Theatern als Bühnenbildner und Regisseur wirkte. 1923 bzw. 1925 kamen seine beiden Töchter Lydia und Irina zur Welt, welche später selbst namhafte Künstlerinnen wurden. Zwischen 1926 und 1935 betätigte er sich als Bühnenmaler, Bühnenbildner und technischer Leiter des Nationaltheaters in Czernowitz.
1927 bemühte er sich um die Gründung des ersten Marionettentheaters in Chișinău, 1929 befürwortete er die Gründung des Bukarester Freilichtmuseums Muzeul Satului und legte dessen Standort fest. 1931 gab er den Anstoß zur Gründung der ersten Gesellschaft der Bildenden Künstler in der Bukowina (Uniunea Prietenilor Artei). 1932 trat er in der Astoria-Bar in Kischinau als Maler der ersten kubistischen Wandfresken in Rumänien in Erscheinung und nahm weiters an der Ausstellung Moldauischer Maler in Jassy und am Herbstsalon der Bukowina teil. 1933 beteiligte er sich an Ausstellungen moldauischer Künstler in Jassy und gab seine erste eigene Ausstellung in Kischinau. 1934 stellte er einen nationalen Rekord auf, indem er am Banater Theater in Temeswar 118 Stunden ununterbrochen an den Kulissen für Franz Lehár’s Operette „Das Land des Lächelns“ malte.
1935 fand seine erste Ausstellung „auf Stühlen“ am Sitz der Rumänischen Dichtergesellschaft in Bukarest statt; 1936 erwarb der Generaldirektor der Brüsseler Kunstmuseen, Leo van Puyvelde, ein Bild Löwendals für das Museum der Modernen Kunst in Brüssel. 1936 zeigte er eine umfassende eigene Ausstellung (mit 141 Exponaten) im Kunstmuseum Czernowitz, begleitet von Pressestimmen aus Rumänien und Österreich. 1937 zeigte er eine eigene Ausstellung im Bukarester Haus des Buches. 1938 Gründung der ersten Freien Akademie der Bildenden Künste und der ersten Kunstschule für rumänische Kinder; 1938–1945 malt Löwendal die Haupt- oder „königlichen Ikonen“ an der Ikonostase der Trei-Ierarhi-Kirche in Jassy, die den Status eines Kulturdenkmals genießen. 1936 bis 1940 Teilnahme an den rumänischen Weltausstellungen mit den Porträts „Bauer aus der Bukowina“ und der berühmten „Madonna mit Kind“.
1942 bis 1943 war er Technischer Leiter des Nationaltheaters in Craiova.
1944 wurde Rumänien von der Roten Armee besetzt, Ende 1947 die Volksrepublik ausgerufen. Anders als viele seiner Zeitgenossen durfte George Löwendal seine künstlerische Tätigkeit fortsetzen, wobei seine volksnahen Themen und der realistische Stil seiner Malerei bestimmt eine Rolle spielten.
1945 Gründungsmitglied der Rumänischen Vereinigung der Bildenden Künstler und des Rumänischen Fonds für Bildende Künstler sowie Teilnahme an der Ausstellung rumänischer Künstler in Venedig, am Bukarester Herbstsalon und eigene Ausstellung im Rumänischen Parlament. 1946 einziger rumänischer Maler, der unter Tage mit Hilfe einer Karbidlampe die Minen direkt in Tusche gemalt hat und Eröffnung einer eigenen Ausstellung in Bukarest durch Mihai Ralea (1896–1964, Essayist, Philosoph, Diplomat, Professor, Mitglied der Rumänischen Akademie).
1949–1950 arbeitete er als künstlerischer Berater am Bukarester Institut für Metallurgie, wo er eine Werkreihe zu Industriethemen schaffte. Es ist eine Zeit strengen Stalinismus in Rumänien.
1947 bis 1957 wirkte er im Bildungsbereich als Professor am Architektenverein und am Institut für Angewandte Künste „N. Grigorescu“ in Bukarest. 1947 bis 1964 Teilnahme an zahlreichen Gemeinschaftsausstellungen, Entstehung vieler Bilder von vor Ort gemalten Bauern aus der Bukowina.
George Baron Löwendal verstarb 1964 im Alter von 67 Jahren in Bukarest.